# Alçada d'escala
L'alçada d'escala és un terme que es fa servir sovint en contextos científics per denotar una distància al llarg de la qual una quantitat decreix en un factor d'e (la base dels logaritmes naturals). Es denota normalment per la lletra H majúscula.
Per atmosferes planetàries, és la distància vertical ascendent, al llarg de la qual la pressió de l'atmosfera decreix en un factor d'e. L'alçada d'escala es manté constant per una temperatura concreta. Es pot calcular per
{\displaystyle H={\frac {kT}{Mg}}}
on:
- k = constant de Boltzmann = 1.38 x 10−23 J·K−1
- T = vol dir temperatura mitjana de la superfície del planeta en kèlvins
- M = massa molecular mitjana de l'aire sec (en kg)
- g = acceleració deguda a la gravetat a la superfície del planeta (m/s²)

La pressió a l'atmosfera és causada pel pes de l'atmosfera superior (força per unitat de superfície). Si a una alçada de z l'atmosfera té densitat ρ i pressió P, llavors moure's cap amunt una alçada infinitament petita dz farà baixar la pressió en la quantitat dP, igual al pes d'una capa d'atmosfera de gruix dz.
Així:
{\displaystyle {\frac {dP}{dz}}=-g\rho }
on g denota l'acceleració deguda a la gravetat. Per una dz petita, és possible d'assumir que g és una constant; el signe negatiu indica que a mesura que l'alçada augmenta, la pressió disminueix. Per tant, utilitzant l'equació d'estat per un gas ideal de massa molecular mitjana M a temperatura T, la densitat es pot expressar com a:
{\displaystyle \rho ={\frac {MP}{kT}}}
Per tant, combinant les equacions surt
{\displaystyle {\frac {dP}{P}}={\frac {-dz}{\frac {kT}{Mg}}}}
que llavors es pot incorporar amb l'equació d'H donada a dalt per donar:
{\displaystyle {\frac {dP}{P}}=-{\frac {dz}{H}}}
que no canviarà si no varia la temperatura. Integrant l'equació anterior i assumint on P0 és la pressió a l'alçada z = 0 (pressió a nivell del mar) la pressió a l'alçada z es pot escriure com a:
{\displaystyle P=P_{0}e^{(-{\frac {z}{H}})}}
Això indica la disminució exponencial de la pressió amb l'alçada.
A l'atmosfera terrestre, la pressió al nivell del mar P0 és aproximadament 1.01×10⁵Pa de mitjana, la massa molecular mitjana d'aire sec és 28,964 u i, per tant, 28,964 × 1.660×10−27 = 4.808×10−26 kg, i g = 9.81 m/s². Com a funció de la temperatura, l'alçada d'escala de l'atmosfera de la Terra és per tant 1.38/(4.808×9.81)×103 = 29,26 m/grau. Això dona les següents alçades d'escala per temperatures d'aire representatives.
T = 290 K, H = 8500 m
T = 273 K, H = 8000 m
T = 260 K, H = 7610 m
T = 210 K, H = 6000 m
Aquests nombres es poden comparar amb la temperatura i densitat de l'atmosfera de la terra segons el model NRLMSISE-00, que mostra que la densitat de l'aire cau des de 1200 g/m³ al nivell del mar fins a 0,53 = .125 g/m³ a 70 km, un factor de 9600, que indica una escala d'alçada mitjana de 70/ln(9600) = 7,64 km, consistent amb la temperatura de l'aire mitjana indicada en aquest rang, que és pròxima als 260 K.
Nota:
1. La densitat està relacionada amb la pressió per les lleis dels gasos ideals. Per tant, amb algunes desviacions causades per variacions de la temperatura, la densitat també decreixerà exponencialment amb l'alçada des d'un valor a nivell del mar de ρ0 aproximadament igual a 1,2 kg m−3